# Genista armeniaca
Genista armeniaca är en ärtväxtart som beskrevs av Édouard Spach. Genista armeniaca ingår i släktet ginster, och familjen ärtväxter. Inga underarter finns listade i Catalogue of Life.